# Oval (Metropolitano de Londres)

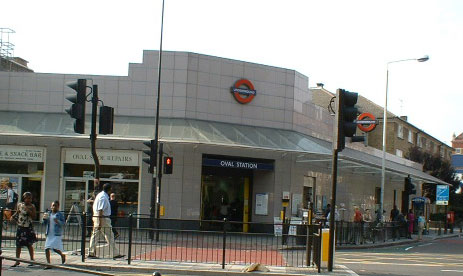
Fachada da Estação Oval, estação que pertence ao Metropolitano de Londres no borough londrino de Lambeth

Oval é uma estação do Metropolitano de Londres localizada no borough londrino de Lambeth. Fica na Northern line entre as estações Kennington e Stockwell e está na Zona 2 do Travelcard. Foi inaugurado em 18 de dezembro de 1890 como parte da City and South London Railway e recebeu o nome do campo de críquete The Oval, ao qual serve.